# Isches
Isches là một xã, nằm ở tỉnh Vosges trong vùng Grand Est của Pháp. Xã này có diện tích 13,6 kilômét vuông, dân số năm 1999 là 198 người. Xã này nằm ở khu vực có độ cao trung bình 310 m trên mực nước biển.

## Biến động dân số
| 1793 | 1800 | 1806 | 1821 | 1831 | 1836 | 1841 | 1846 | 1851 |
| ---- | ---- | ---- | ---- | ---- | ---- | ---- | ---- | ---- |
| 725  | 769  | 816  | 763  | 829  | 820  | 845  | 833  | abs. |

| 1856 | 1861 | 1866 | 1872 | 1876 | 1881 | 1886 | 1891 | 1896 |
| ---- | ---- | ---- | ---- | ---- | ---- | ---- | ---- | ---- |
| 749  | 748  | 783  | abs. | 767  | 704  | 678  | 580  | 589  |

| 1901 | 1906 | 1911 | 1921 | 1926 | 1931 | 1936 | 1946 | 1954 |
| ---- | ---- | ---- | ---- | ---- | ---- | ---- | ---- | ---- |
| 559  | 506  | 512  | 407  | 453  | 434  | 437  | 337  | 356  |

| 1962                                         | 1968 | 1975 | 1982 | 1990 | 1999 | 2004 | - | - |
| -------------------------------------------- | ---- | ---- | ---- | ---- | ---- | ---- | - | - |
| 300                                          | 277  | 269  | 234  | 223  | 198  | 218  | - | - |
| Số liệu kể từ 1962 : dân số không tính trùng |      |      |      |      |      |      |   |   |

Graphique de l'évolution de la population 1794-1846, 1856-1866 & 1876-1999